# آرتور ایونس فراز
آرتور ایونس فراز (انگلیسی: Artur Ivens Ferraz؛ ۱ دسامبر ۱۸۷۰ – ۱۶ ژانویهٔ ۱۹۳۳) یک سیاست‌مدار اهل پرتغال بود.